# Renko
Renko este o fostă comună din Finlanda. A fost unit cu Hämeenlinna pe 1 ianuarie 2009.